# Naturschutzgebiet Steinmarkskopf-Hardenberg

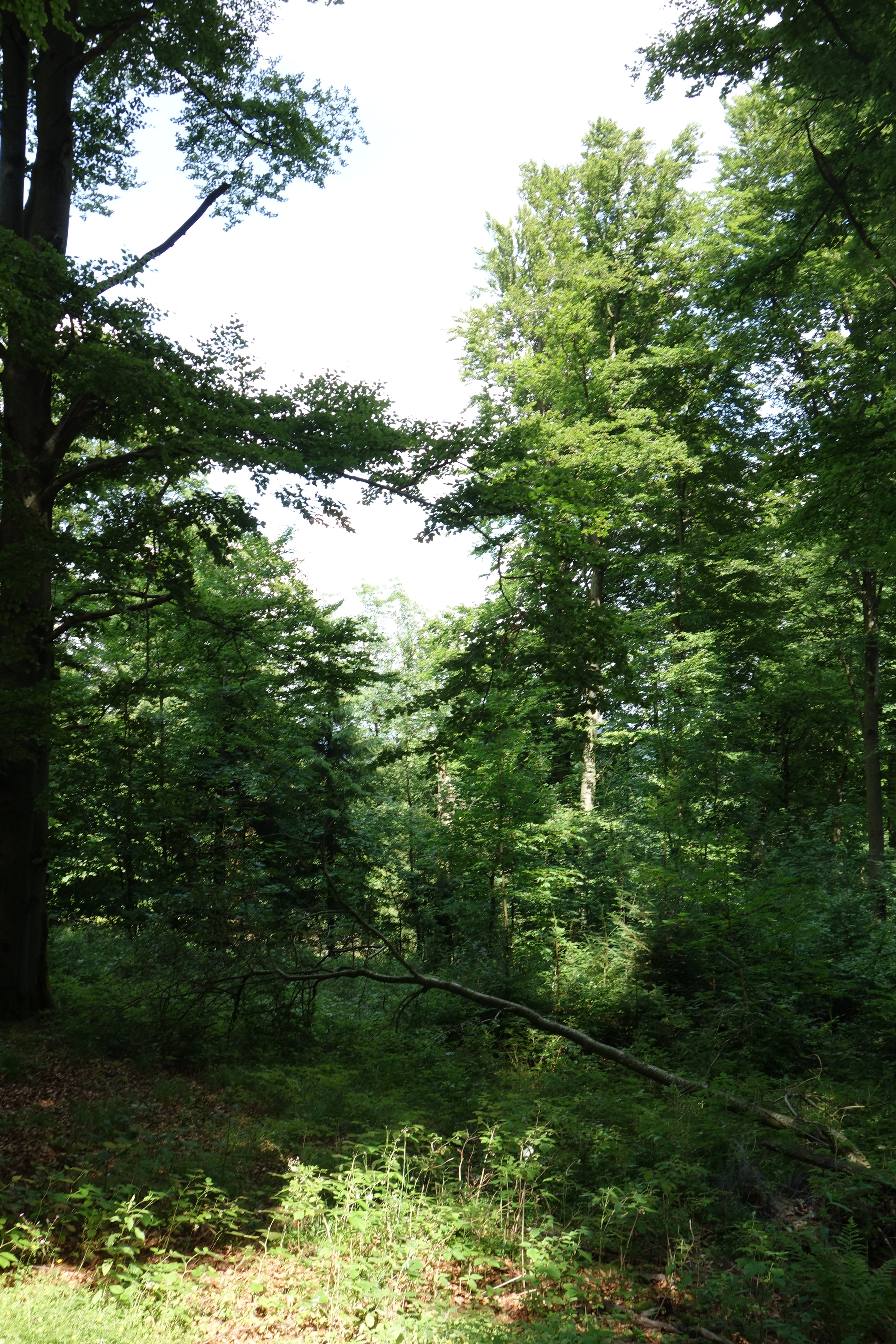
Rotbuchen im NSG

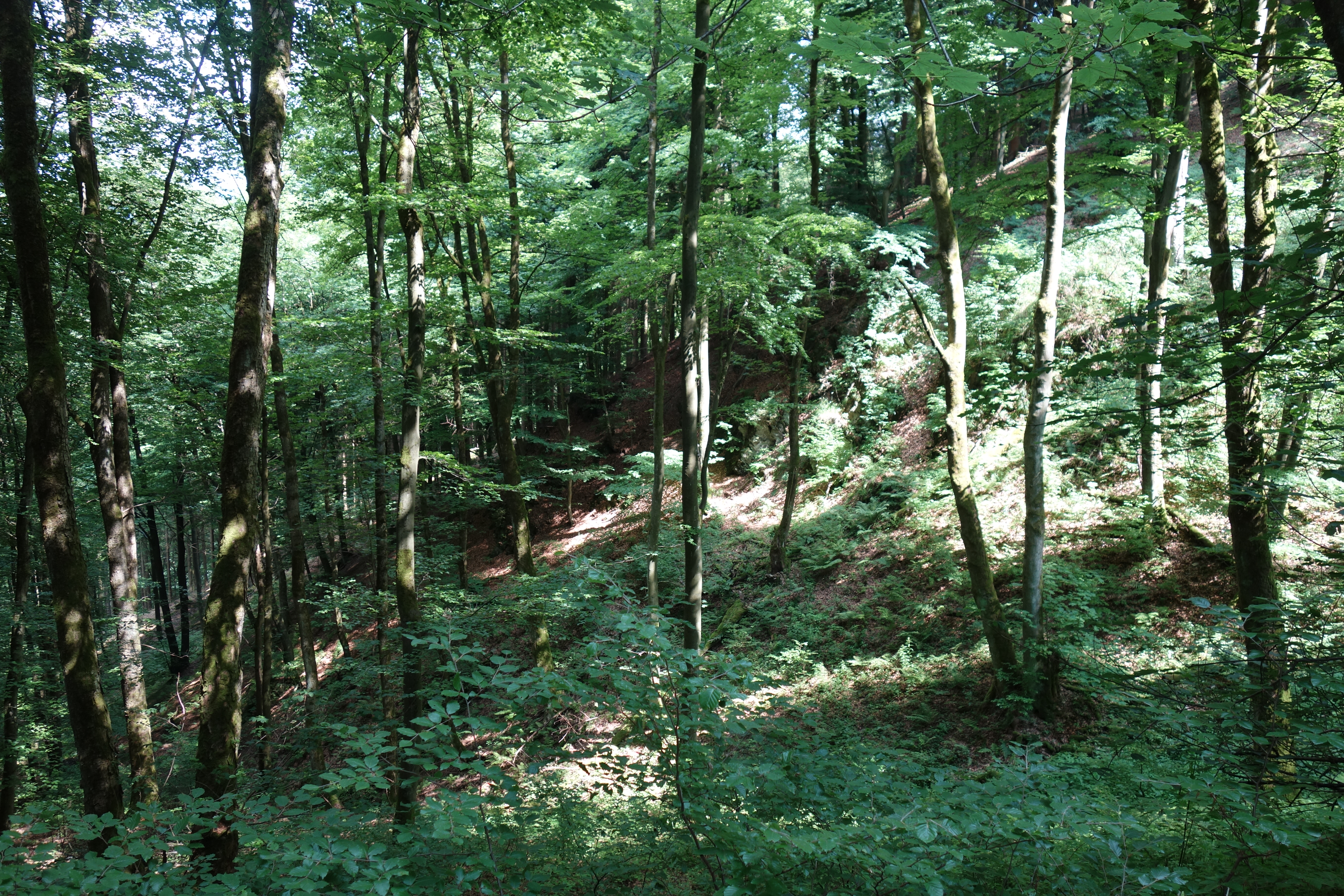
Naturschutzgebiet Steinmarkskopf-Hardenberg

Das Naturschutzgebiet Steinmarkskopf-Hardenberg mit einer Größe von 16,6 ha liegt westlich von Elpe im Stadtgebiet von Olsberg im Hochsauerlandkreis. Das Gebiet wurde 2004 mit dem Landschaftsplan Olsberg durch den Hochsauerlandkreis als Naturschutzgebiet (NSG) ausgewiesen. Das NSG besteht aus zwei Teilflächen. Die Fläche des NSG stellt seit 2004 eine Teilfläche des Fauna-Flora-Habitat-Gebietes (FFH) Schluchtwälder bei Elpe (Natura 2000-Nr. DE-4716-302) im Europäischen Schutzgebietssystem nach Natura 2000 dar.

## Gebietsbeschreibung
Beim NSG handelt es sich um einen Rotbuchenwald, Schatthangwäldern und naturnahen Bachoberläufen in z. T. steiler Hanglage. Die das NSG von Osten nach Westen durchfließenden kleinen Bachläufe weisen alle Strukturelemente naturnaher Bachoberläufe im Mittelgebirge auf. Quellmoose bilden die Unterwasservegetation. In Bachnähe schließt sich im nördlichen Bereich ein schmaler Schatthangwald mit Silberblatt an. Eine Beeinträchtigungen im Verlauf dieses Baches erfolgen hier durch einen Fischteich. Die nördliche Teilflächen wird durch großflächige Buchenbestände aus starkem Altbäumen geprägt.
Die Buchenbestände in der südlichen Teilfläche jüngeren Alters. Am südlich gelegenen Quellbach sind Arten der Schatthangwälder fragmentarisch entlang des Baches vorhanden. Im Bereich von steilen und schmalen Hangpartien haben sich bergahorn- und eschenreiche Schluchtwälder ausgebildet, die von Quellbächen durchzogen werden. Die beiden Flächen werden von einem Skilift voneinander getrennt. Der heute als Startplatz einer Drachenfliegerschule genutzt wird und zum Landschaftsschutzgebiet Offenlandschaftskomplex Elpe gehört. Der Waldkomplex aus sauren Buchenwäldern, artenreichen Eschen-Ahorn-Schatthangwäldern mit teils steil aufragenden Felswänden und naturnahen Bachoberläufen ist in seiner engen Verzahnung von überregionaler Bedeutung. Das LANUV fordert für das NSG: Naturnahe Waldbewirtschaftung unter Ausrichtung auf die natürliche Waldgesellschaft einschließlich ihrer Nebenbaumarten sowie auf alters- und strukturdiverse Bestände und Förderung der Naturverjüngung aus Arten der natürlichen Waldgesellschaft.

## Schutzzweck
Im NSG soll der dortige Buchenwald geschützt werden. Wie bei allen Naturschutzgebieten in Deutschland wurde in der Schutzausweisung darauf hingewiesen, dass das Gebiet „wegen der Seltenheit, besonderen Eigenart und Schönheit des Gebietes“ zum Naturschutzgebiet wurde.